# Schönebecker Straße 114

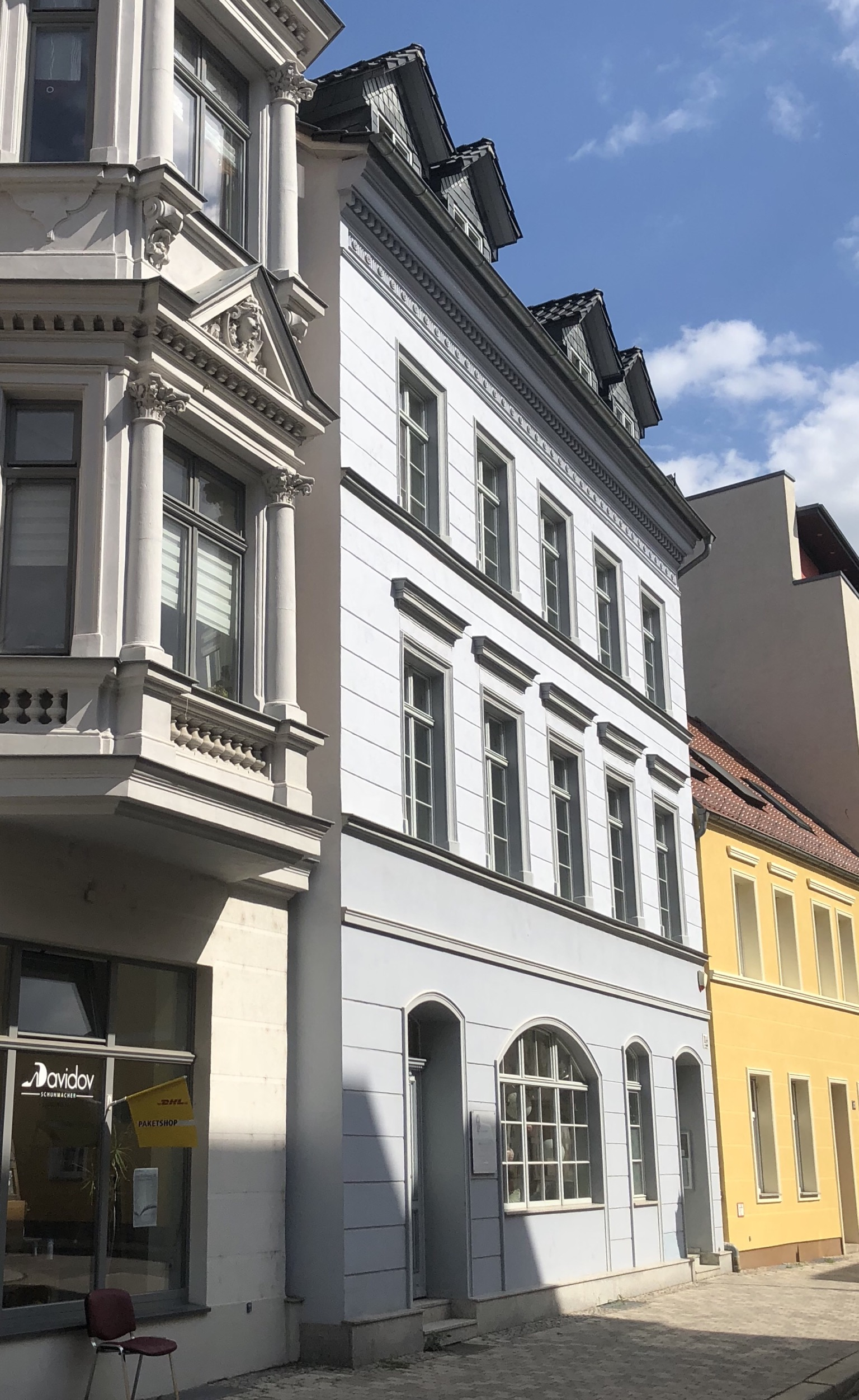
Schönebecker Straße 114, Blick von Nordwesten, 2019

Schönebecker Straße 114 ist ein denkmalgeschütztes Wohn- und Geschäftshaus in Magdeburg in Sachsen-Anhalt.

## Lage
Es befindet sich traufständig auf der Ostseite der Schönebecker Straße im Magdeburger Stadtteil Buckau im sogenannten Buckauer Engpass. Nördlich grenzt das gleichfalls denkmalgeschützte Haus Schönebecker Straße 115 an. Südlich befindet sich das ehemalige Baudenkmal Schönebecker Straße 113.

## Architektur und Geschichte
Der dreigeschossige verputzte Bau entstand etwa in der Zeit von 1860 bis 1870 im Stil des Spätklassizismus. Die fünfachsige Fassade ist schlicht gestaltet, verfügt jedoch über eine die komplette Fassade umfassende Rustizierung. Im Bereich der Fensteröffnungen und des Gesims bestehen für die Bauzeit typische fein gearbeitete Stuckprofile. Die Fassadengestaltung des Erdgeschosses war verloren gegangen und bestand in den 2000er Jahren nicht mehr. Im Zuge einer Sanierung wurde sie jedoch wieder hergestellt. Bedeckt ist das Haus mit einem Satteldach.
Im örtlichen Denkmalverzeichnis ist das Wohn- und Geschäftshaus unter der Erfassungsnummer 094 17872 als Baudenkmal verzeichnet.
Das Gebäude gilt als Teil des gründerzeitlichen Straßenzuges als städtebaulich bedeutsam, wobei es aufgrund seiner früheren Entstehung einen deutlichen Gegensatz zu den später entstandenen größeren neobarocken Häusern der Gründerzeit darstellt.